# 横浜共立学園中学校・高等学校
横浜共立学園中学校・高等学校（よこはまきょうりつがくえんちゅうがっこう・こうとうがっこう）は、神奈川県横浜市中区山手町に所在し、中高一貫教育を提供する私立女子中学校・高等学校。
高等学校において生徒を募集しない完全中高一貫校。
明治期に創設された、文部省により設置された東京女学校より古い女子校の一つ。横浜山手の一角に所在し、周囲は横浜市の山手地区景観風致保全地区に指定されている。神奈川県女子私立御三家の一つに数えられている。
なお英語名はDoremus School（ドリーマス・スクール）といい、米国婦人一致外国伝道協会 (WUMS) 初代会長の名に因む。

## 概要

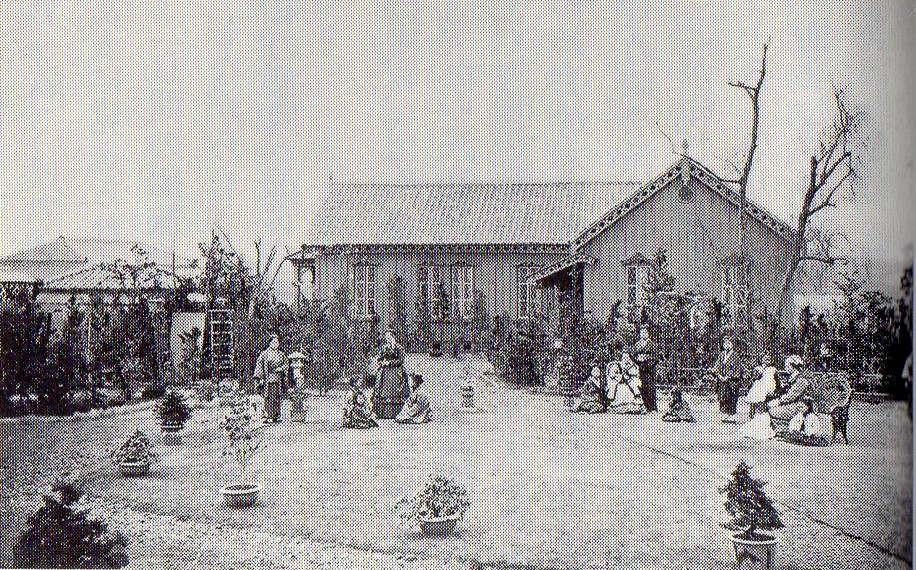
横浜山手212番地にあったアメリカン・ミッション・ホームとプライン、ピアソン、クロスビー

1861年から横浜に滞在していたジェームズ・H・バラの要請に応えた、米国婦人一致外国伝道協会 (WUMS) のメアリー・P・プラインらにより1871年（明治4年）設立。横浜港開港（1859年（安政6年））後の当時、西洋人と日本人の間に生まれた混血児を救うため、また、富国強兵を支えキリスト教教育を認めない当時の国へ女子教育の必要性を痛感し、バラの持ち家であった山手の48番館を借り、8月28日「アメリカン・ミッション・ホーム」が正式に開設。しかし、キリシタン禁制の高札が撤去される2年前であり、当初は混血児も女子学生も来ず、母親を亡くしたイギリス人の二人の幼い姉妹の養育から始まったという。
その後中村正直（当時・静岡学問所教授）により日本初の「生徒募集・入学案内」がしたためられ、混血児や女子学生だけでなく、英語やキリスト教に関心のもつ者も多く現れ、彼らはのちに教育、伝道、実業など多様な分野で重要な働きをしたという。
1872年（明治5年）10月、山手212番のロシア公使のために用意されていた、広い土地に移転、日本で最初の女子寄宿学校が作られた。同年12月に「日本婦女英学校」と改組したが、相変わらず「ミッション・ホーム」と呼ばれたり、WUMS の初代会長の名に因んで「ドリーマス・スクール」などと呼ばれた。1875年（明治8年）、プラインは健康を害しアメリカに帰国したが、この頃 Union を「共立」と表現して、「共立女学校」と改称し、現在に至る。
関東大震災（1923年（大正12年））では、共立女子神学校（1881年（明治14年）偕成伝道女学校として設立）の校舎を残して、校舎の全てが倒壊、または焼失したと記録されている。学園創立60周年の1931年（昭和6年）、W・ヴォーリズの設計により木造の校舎が竣工した。これは現在本校舎として使用されており、1988年横浜市指定有形文化財第一号の指定を受けている。
1999年（平成11年）、私立で初の制度（学校教育法）上の「中高一貫教育校（併設型）」となる。これにより学習指導要領を弾力的に取り扱うことが法的に認められている。

## 沿革
- 1861年 ジェームズ・H・バラが来日。
- 1869年 バラが帰国し、プロテスタント関係者に支援を要請、3人の女性宣教師、メアリー・P・プライン、ジュリア・クロスビー、ルイーズ・ピアソンを教育者として招くことに成功する。
- 1871年8月28日 バラの持ち家だった山手の48番館を借り、〈アメリカン・ミッション・ホーム〉を正式に開設する。これが、現在の横浜共立学園の前身となる。（なおこの頃は、宣教師は日本語が話せず、授業は英語で行われていたという[7]。）
- 1872年
  - 10月 山手212番のロシア公使のために用意されていた土地に移転。日本で最初の女子寄宿学校が作られる。
  - 12月 〈日本婦女英学校〉と改組する。依然、〈ミッション・ホーム〉と呼ばれたり、WUMS の初代会長の名に因み、〈ドリーマス・スクール〉などと呼ばれたりするようになる。
- 1875年 プラインが健康を害しアメリカに帰国。この頃 Union を「共立」と表現して、〈共立女学校〉と改称する。（この名称を考案したのは、教員だった熊野雄七とされる。）
- 1881年 〈偕成伝道女学校〉設立。（→共立女子聖書学院）
- 1923年 関東大震災により、共立女子神学校の校舎を残して、校舎の全てが倒壊、または焼失。
- 1931年 学園創立60周年の（昭和6年）、W・ヴォーリズの設計により木造の校舎が竣工。これは現在本校舎として使用されており、1988年横浜市指定有形文化財第一号の指定を受けている。
- 1932年 財団法人「横浜共立学園」設立。
- 1936年 4代目校長をクララ・ルーミス（ヘンリー・ルーミスの娘）が35年間に渡り務めていたが[7]、第5代目校長に日本人初の笹尾粂太郎が就任する。
- 1937年 米国婦人一致外国伝道協会 (WUMS) から経済的に独立する[8]。
- 1948年 現校名となる。
- 1999年 制度上で「中高一貫教育校（併設型）」として、私立で初めて認定される。

## 校風
プロテスタント教育だが比較的校則が多く、鞄やコートなどは学校から指定されている。服装規定や不定期の服装検査も存在する。また、緊急時の連絡用に携帯電話などの持ち込みは許されているが、通常時は使用は禁止されている。

## 校舎
1931年に建築された本校舎（W.M.ヴォーリズ設計）は、横浜市指定文化財となっている。

## 著名な出身者
- 櫻井ちか（教育者、女子学院中学校・高等学校創立者）
- 坂本真琴（婦人運動家）
- 高田敏子（教育者）
- 渡辺カネ（北海道開拓者、英語教育者）
- 大村はま（国語教育者）※転出
- 小林節子（元フジテレビアナウンサー)
- 若林亜紀（フリーランスライター）
- 柳美里（芥川賞作家）※中退
- 久冨慶子（テレビ朝日アナウンサー）
- 蜂飼耳（詩人、立教大学教授）
- 堀江有里（社会学者、神学者、牧師）
- 細田朋美（競泳選手、1988年ソウルオリンピック日本代表）

## 交通
- 根岸線石川町駅 徒歩10分
- 神奈川中央交通11系統で、「地蔵坂上」下車、徒歩1分。